# Rubus varvicensis
Rubus varvicensis är en rosväxtart som beskrevs av Eric Smoothey Edees. Rubus varvicensis ingår i släktet rubusar, och familjen rosväxter. Inga underarter finns listade i Catalogue of Life.